# .401 Winchester Self-Loading
Набій .401 Winchester Self-Loading (.401SL / .401WSL) або 10.33x38mmSR американський гвинтівковий набій.

## Опис та продуктивність

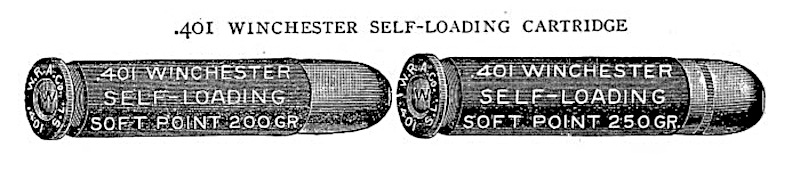
Зображення гвинтівкового набою .401 Winchester Self-Loading (1918).

Компанія Winchester представила набій .401SL для самозарядної гвинтівки Winchester '10, яка стала доповненням до гвинтівки Winchester '07 та набою .351SL в їхній лінійці потужних самозарядних гвинтівок. Єдиною зброєю під набій .401SL була гвинтівка Winchester Model 1910, яку використовували французькі, російські та американські охоронні компанії під час Першої світової війни.
Набій .401SL довів, що він є доволі потужним для полювання на оленів та іншу велику дичину на відстані до 150 ярдів. Компанія Winchester та інші виробники боєприпасів пропонувала до набою дві кулі вагою 200 та 250 гран. З додатковими знімними магазинами на чотири набої Модель 1910 давала стрільцю значну вогневу потужність при полюванні на велику дичину. Ця особливість дозволила використовувати набій .401SL для полювання на небезпечну дичину, таку яку лосі та гризлі, попри відсутність куль з контрольованим розширенням, що значно покращило б ефективність полювання.

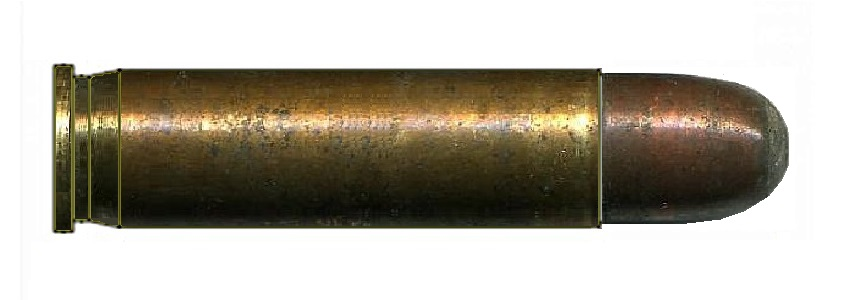
Набій .401 Winchester Self-Loading.

Набій .401 SL схожий за розмірами на пізніший набій .41 Remington Magnum, але довший набій самозарядної гвинтівки створював дулову енергію 2 000 фунт-сила-футів (2 700 Дж) при використанні кулі вагою 200-гранів (13 г), в той час, як револьверний набій магнум створював дулову енергію в 790 фунт-сила-футів (1 070 Дж) при використанні кулі вагою 210-гранів (14 г). Але порівнянні з револьверним набоєм .41 Remington Magnum є не зовсім правильним, оскільки при стрільбі з карабіну набій утворює вдвічі більшу дулову енергію, ніж при стрільбі з короткого револьверного стволу.

## Параметри

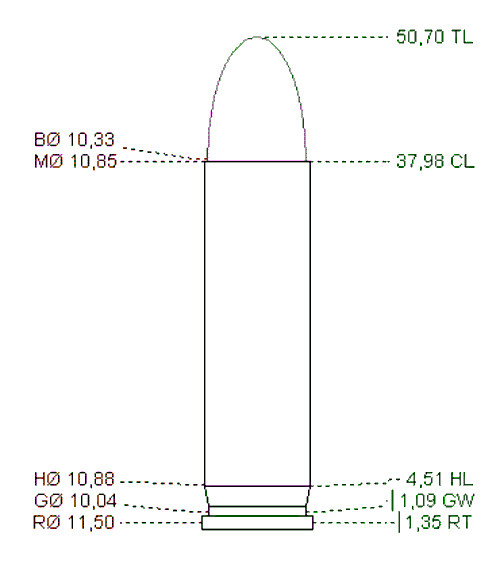